# Willy Bille
Carl Vilhelm „Willy“ Bille (* 17. April 1889 in Kopenhagen; † 21. September 1944 ebenda) war ein dänischer Maler. Er malte vorwiegend maritime Motive, Stillleben und Landschaften – insbesondere Szenen aus Kopenhagen.

## Leben
Willy Bille eignete sich zunächst als Autodidakt Kenntnisse der Malerei an, wurde später Schüler seines Vaters Vilhelm Bille und studierte als Stipendiat ab 1928 an der Kunstakademie in Kopenhagen und in Paris.
Die von dem Stil des französischen Impressionismus beeinflussten Bilder von Willy Bille waren auf zahlreichen Ausstellungen vertreten (u. a. mehrmals zwischen 1912 und 1938 in der Königlich Dänischen Kunstakademie auf Schloss Charlottenborg) und befinden sich heute in Museen und Privatbesitz – innerhalb und außerhalb von Dänemark. 1925 erhielt Willy Bille den Carlson Preis, 1930 den Lis Jacobsen Preis.
Carl Vilhelm Bille verwendete den Namen Willy, um Verwechslungen mit seinem Vater Vilhelm Bille und seinem Großvater Carl Bille – beides ebenfalls bekannte Maler – zu vermeiden.
Als Signatur (Monogramm) verwendete Willy Bille „WB“ oder „WBille“ – wobei das der rechte Strich des „W“ den linken Strich des „B“ bildet – und der Strich des „B“s sich in den unteren Bauches des „B“ hineindreht oder weit nach unten gezogen ist.